# Hypochnicium
Hypochnicium is een geslacht van schimmels uit de orde Polyporales. De typesoort is Hypochnicium bombycinum. De familie is nog niet met zekerheid bepaald (Incertae sedis).

## Soorten
Volgens Index Fungorum telt het geslacht 35 soorten (peildatum april 2022):
| Soortnaam                                             | Auteur(s)                                           | Publicatiejaar |
| ----------------------------------------------------- | --------------------------------------------------- | -------------- |
| Hypochnicium albostramineum (Grootsporig elfendoekje) | (Bres.) Hallenb.                                    | 1985           |
| Hypochnicium aotearoae                                | B.C. Paulus, H. Nilsson & Hallenb.                  | 2007           |
| Hypochnicium austrosinense                            | W.M. Qin & L.W. Zhou                                | 2015           |
| Hypochnicium bicystidiatum                            | Boidin & Gilles                                     | 2000           |
| Hypochnicium bombycinum (Harlekijnkorstje)            | (Sommerf.) J. Erikss.                               | 1958           |
| Hypochnicium capitulatum                              | Boidin & Gilles                                     | 2000           |
| Hypochnicium caucasicum                               | Parmasto                                            | 1967           |
| Hypochnicium cremicolor                               | (Bres.) H. Nilsson & Hallenb.                       | 2003           |
| Hypochnicium cymosum                                  | (D.P. Rogers & H.S. Jacks.) K.H. Larss. & Hjortstam | 1977           |
| Hypochnicium cystidiatum                              | Boidin & Gilles                                     | 1971           |
| Hypochnicium eichleri (Ruwsporig elfendoekje)         | (Bres. ex Sacc. & P. Syd.) J. Erikss. & Ryvarden    | 1976           |
| Hypochnicium erikssonii                               | Hallenb. & Hjortstam                                | 1990           |
| Hypochnicium flexibile                                | (G. Cunn.) Gorjón & Gresl.                          | 2012           |
| Hypochnicium geogenium (Smalsporig elfendoekje)       | (Bres.) J. Erikss.                                  | 1958           |
| Hypochnicium globosum                                 | Sheng H. Wu                                         | 1990           |
| Hypochnicium gomezii                                  | S.E. López & J.E. Wright                            | 1985           |
| Hypochnicium guineense                                | Tellería, M. Dueñas, Melo & M.P. Martín             | 2010           |
| Hypochnicium horridulum                               | (Rick) Baltazar & Rajchenb.                         | 2016           |
| Hypochnicium huinayense                               | Tellería, M. Dueñas & M.P. Martín                   | 2013           |
| Hypochnicium longicystidiosum                         | (S.S. Rattan) Hjortstam & Ryvarden                  | 1984           |
| Hypochnicium lundellii (Gestreken elfendoekje)        | (Bourdot) J. Erikss.                                | 1958           |
| Hypochnicium lyndoniae                                | (D.A. Reid) Hjortstam                               | 1995           |
| Hypochnicium michelii                                 | Tellería, M. Dueñas, Melo & M.P. Martín             | 2010           |
| Hypochnicium microsporum                              | G. Gruhn, Schimann & M. Roy                         | 2017           |
| Hypochnicium multiforme                               | (Berk. & Broome) Hjortstam                          | 1998           |
| Hypochnicium novae-zelandiae                          | (G. Cunn.) Gorjón & Gresl.                          | 2012           |
| Hypochnicium odontioidescens                          | Boidin & Gilles                                     | 2000           |
| Hypochnicium patagonicum                              | Gorjón & Hallenb.                                   | 2012           |
| Hypochnicium pini                                     | Y. Jang & J.J. Kim                                  | 2013           |
| Hypochnicium pseudoprosopidis                         | Boidin & Gilles                                     | 2000           |
| Hypochnicium punctulatum (Kleinsporig elfendoekje)    | (Cooke) J. Erikss.                                  | 1958           |
| Hypochnicium sphaerosporum                            | (Höhn. & Litsch.) J. Erikss.                        | 1958           |
| Hypochnicium stratosum                                | Burds. & Nakasone                                   | 1983           |
| Hypochnicium subrigescens (Gelatineus elfendoekje)    | Boidin                                              | 1971           |
| Hypochnicium wakefieldiae (Duidelijk elfendoekje)     | (Bres.) J. Erikss.                                  | 1958           |